# Distretto di Nanjō
Il distretto di Nanjō (南条郡, Nanjō-gun?) è uno dei distretti della prefettura di Fukui, in Giappone.
Attualmente fa parte del distretto solo il comune di Minamiechizen.
| Controllo di autorità | VIAF (EN) 256569420 · NDL (EN, JA) 00400279 |